# Comté de Guadalupe (Nouveau-Mexique)
Pour les articles homonymes, voir Guadalupe et Comté de Guadalupe.
Le comté de Guadalupe est l’un des 33 comtés de l’État du Nouveau-Mexique, aux États-Unis. Son siège est Santa Rosa. Selon le recensement de 2000, sa population est de 4 680 habitants. 

## Comtés adjacents
- Comté de San Miguel (nord)
- Comté de Quay (est)
- Comté de De Baca (sud)
- Comté de Lincoln (sud-ouest)
- Comté de Torrance (ouest)